# Little Monsters
Little Monsters (Brasil: Pequenos Monstros ) é um filme de comédia de zumbi escrito e dirigido por Abe Forsythe lançado no Festival de Sundance em 2019. A história é centrada em um músico esgotado, uma personalidade infantil da televisão e uma professora de jardim de infância se unindo para proteger um grupo de crianças durante um surto repentino de zumbis.

## Elenco
- Lupita Nyong'o - Miss Audrey Caroline
- Alexander England - David "Dave" Anderson
- Josh Gad - Nathan Schneider/Teddy McGiggle
- Diesel La Torraca - Felix
- Kat Stewart - Tess
- Charlie Whitley - Max
- Kim Thien Doan - Kim
- Ava Caryofyllis - Beth
- Wolfgang Gledhill - Wolfgang
- Vivienne Albany - Vivienne
- Shia Hamby - Shia
- Caliah Pinones - Cahlia
- Stephen Peacocke - Stevens
- Nadia Townsend - Sara
- Jason Chong - Lieutenant
- Felix Williamson - Novak
- Zindzi Okenyo e Henry Nixon - guardas
- Rahel Romahn - Griffin
- Shalamah Tautaiolefue - zumbi

## Produção
Em outubro de 2017, foi anunciado que Lupita Nyong'o e Josh Gad se juntaram ao elenco do filme, com Abe Forsythe dirigindo a partir de um roteiro que ele escreveu. Com Keith Calder, Jess Calder e Bruna Papandrea como os produtores do filme, e produção da Snoot Entertainment e Made Up Stories, respectivamente. O filme foi financiado e produzido pela Screen Australia, e gravado em Sydney.

## Recepção
No agregador de críticas Rotten Tomatoes, o filme tem 80% de aprovação com base em 127 comentários dos críticos que é seguido do consenso: "Liderado por um trabalho tipicamente notável de Lupita Nyong'o, Little Monsters é um [filme] (...) que prova que o gênero zumbi ainda tem cérebros frescos para saborear." No Metacritic, o filme tem uma pontuação de 59 em 100, com base em 19 críticos, indicando "críticas mistas ou médias".